# Victor Bodiu
Victor Bodiu (n. 27 martie 1971, Chișinău) este un economist din Republica Moldova. De la 28 ianuarie 2011 până la 22 decembrie 2014 a fost șeful Cancelariei de Stat a Guvernului Republicii Moldova (Secretar general al Guvernului), iar anterior, din septembrie 2009 a deținut funcția de Ministru de Stat. Între februarie – aprilie 2011 a fost deputat în Parlamentul Republicii Moldova.

## Biografie
Victor Bodiu s-a născut pe 27 martie 1971 în Chișinău.
Este licențiat în domeniul Băncilor și Finanțelor și în Fizică și Inginerie.
Ca ministru de stat, și ulterior în funcția de secretar general al Guvernului, Victor Bodiu a avut un rol decisiv în planificarea strategică, politică și coordonarea donatorilor, dialogul cu partenerii de dezvoltare și relațiile bilaterale privind asistența pentru dezvoltare a Republicii Moldova.
Victor Bodiu  este membru al Comitetului pentru Stabilitate Financiară, al Comitetului de Integrare Europeană și al Comitetului de Planificare Strategică. Asigură comunicarea cu principalii parteneri de Dezvoltare: FMI, Banca Mondială, Uniunea Europeană, PNUD. Este reprezentant al Guvernului Republicii Moldova la Banca Consiliului Europei pentru Dezvoltare (BDCE)
Din septembrie 2001 până în septembrie 2009, a fost angajat la compania Raiffeisen și a lucrat în Austria, România și Republica Moldova. Până la sfârșitul anului 2005, Victor Bodiu a fost implicat în mai multe acțiuni transnaționale care implică activități de promovare a investițiilor în țările est-europene (Austria, Polonia, România, Republica Moldova). Bodiu a lucrat la peste 20 de proiecte, cu un portofoliu combinat de mai mult de 800 milioane EUR. Până la sfârșitul anului 2005, el a fost, de asemenea, responsabil de planificarea intrării grupului Raiffeisen pe piața Moldovei, planificarea și strategia de dezvoltare. În ianuarie 2006 Victor Bodiu este angajat în Moldova, ca director general al Raiffeisen Leasing Moldova (oficial înființată în decembrie 2007). În doi ani compania a devenit numărul trei pe piața locală, numărul doi ca de finanțare corporativă și numărul unu în finanțare a echipamentelor, cu o cifră de afaceri de peste 50 milioane lei. În 2009, Raiffeisen Leasing a construit un portofoliu de 90 de milioane de lei, cu o bază de clienți de aproape 200 de clienți corporativi și individuali.
Între 1999-2001, el a fost vicedirector al Departamentului Privatizării. Cariera sa a implicat mai multe misiuni internaționale de consultanță din 1994 până în 1999 pentru guvernele din Ucraina și Republica Moldova pe probleme de privatizare, dezvoltarea piețelor de valori mobiliare, procedurile legate de bursa de valori, de administrare a portofoliului, creșterea de capital, piețele financiare, procedurile de autorizare și de impozitare, promovarea exporturilor și atragerea investițiilor.
Din septembrie 2009 el a deținut funcția de Ministru de Stat, iar după reformarea postului, din 28 ianuarie 2011 până la 22 decembrie 2014 Bodiu a fost șeful Cancelariei de Stat a Guvernului Republicii Moldova (Secretar general al Guvernului).
În februarie 2011, după ce mai mulți colegi liberl-democrați au renunțat la mandatul de deputat în favoarea celui de ministru în guvern, Victor Bodiu a devenit deputat în Parlamentul Republicii Moldova, membru al comisiei juridice. La 15 aprilie 2011 el a renunțat la mandatul de deputat motivând că preferă să rămână în funcția de Secretar general al Guvernului. A fost înlocuit în parlament de Lilian Zaporojan.
La data de 10 aprilie 2011 a fost anunțată candidatura lui Victor Bodiu la funcția de primar al municipiului Chișinău din partea Partidului Liberal Democrat din Moldova, dar, ulterior, acesta s-a retras în favoarea candidatului Partidului Liberal, Dorin Chirtoacă.